# Centrum Tekstylne (Tel Awiw)

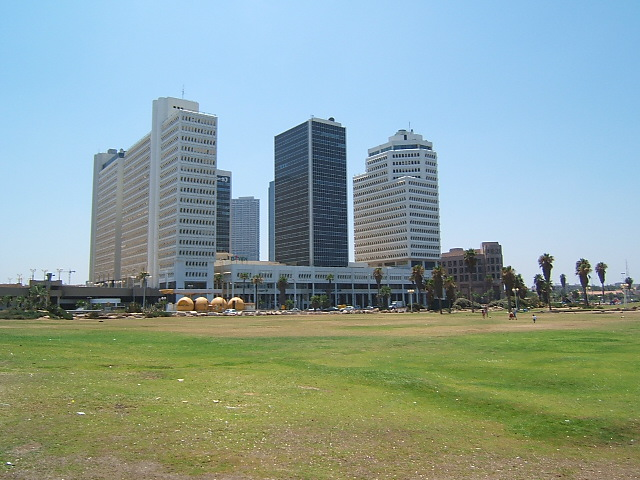
Wieżowce Centrum Tekstylnego

Centrum Tekstylne (hebr. בית הטקסטיל, Merkaz HaTextil) – centrum biznesowo-handlowe w osiedlu Menaszijja, w mieście Tel Awiw, w Izraelu.

## Położenie
Centrum Tekstylne jest położone pomiędzy ulicami Jehezkel Kaufmann i HaMered w osiedlu Menaszijja, w zachodniej części Tel Awiwu. W jego bezpośrednim sąsiedztwie znajduje się Park Charlesa Clore’a oraz osiedle Szabbazi.

## Historia
Pierwotnie w miejscu tym znajdowało się arabskie osiedle Menaszijja, będące najbardziej wysuniętym na północ osiedlem mieszkaniowym Jafy. Podczas wojny domowej w Mandacie Palestyny (1947–1948) rejon osiedla był wykorzystywany przez arabskich snajperów do ostrzeliwania sąsiednich osiedli żydowskich Tel Awiwu. W kwietniu 1948 podczas operacji Chametz oddziały Hagany i Irgunu zajęły ten teren. Wiele tutejszych domów została zburzona bezpośrednio po 1948. W pierwszych latach niepodległości Izraela, w osiedlu Menaszijja osiedlało się wielu żydowskich imigrantów przyjeżdżających z całego świata. Osiedle stało się zatłoczonym slumsem. W latach 50. planiści miejscy z dużym niepokojem przyglądali się postępującej degradacji tej okolicy. W 1960 przedstawiono projekt całkowitego wyburzenia wszystkich tutejszych domów, a na ich miejscu stworzenia głównego centrum biznesowego miasta. Po licznych dyskusjach plan zaakceptowano w 1963.
Pod koniec lat 60. XX wieku przeprowadzono ewakuację mieszkańców osiedla i przystąpiono do rozbiórki domów. W rezultacie, z całego osiedla Menaszijja pozostały jedynie dwa budynki: meczet Hassan Bek oraz budynek w którym utworzono Muzeum Niepodległości Ecel. Wykonawcy prac rozbiórkowych, aby zaoszczędzić na kosztach wywózki gruzu, spychali go bezpośrednio do morza. W wyniku tego na plażach i w najbliższych wodach morskich zgromadziły się duże ilości śmieci i odpadów komunalnych. Bardzo szybko okazało się, że koszty usunięcia śmieci będą bardzo wysokie, i bardziej opłacalnym będzie przykrycie całości terenu nową warstwą ziemi. W ten sposób władze miejskie podjęły decyzję o utworzenia parku rekreacyjnego. W rezultacie powstał Park Charles Clore, który zajął cały pas wybrzeża.
W latach 70. XX wieku rozpoczęto tworzenie centrum biznesowego. Na wzór amerykańskich obszarów metropolitalnych przygotowano plan architektoniczny, który przewidywał budowę wysokich biurowców, szerokich dróg dojazdowych i dużych parkingów. Pierwsze wieżowce zaczęły powstawać w 1978. Obecnie znajduje się tutaj duże centrum biznesowe miasta.

## Polityka
W Centrum Biznesowym znajdują się ambasady Chile, Włoch i Birmy.

## Architektura
Pomimo dużych wysiłków czynionych na rzecz rozbudowy centrum biznesowego, wybudowano tutaj zaledwie kilka budynków wchodzących w skład kompleksu nazywanego Centrum Tekstylne.
Całe centrum zostało wybudowane na jednej wspólnej platformie, będącej podstawą do budowy kolejnych budynków. W podstawie mieszczą się centra handlowe, parkingi oraz wejścia do biurowców. Pomiędzy biurowcami znajduje się duży centralny dziedziniec. Wokół niego wzniesiono parami sześć wieżowców: dwa po stronie południowej, dwa po stronie północnej i dwa pośrodku.
- Dom Gibor – była to pierwsza wieża, którą wybudowano w 1978 na północno-zachodnim rogu kompleksu. Wieżowiec ma 18 kondygnacji i wysokość 65 metrów[2].
- Dom Przemysłu – został w 1980 dobudowany od strony wschodniej do Domu Gibor. Jest z wyglądu bliźniaczo podobny do niego, ma jednak 19 kondygnacji i wysokość 68 metrów[3].
- Textile and Fashion Center – wybudowany w 1984 w południowo-zachodnim rogu kompleksu. Jest to centralny budynek Centrum Tekstylnego. Wieżowiec ma 20 kondygnacji i 68 metrów wysokości[4].
- Sharbat House 1 – wybudowany w 1990 po zachodniej stronie środkowej części kompleksu. Wieżowiec ma 20 kondygnacji i 72 metry wysokości[5].
- Sharbat House 2 – wybudowany w 1992 po wschodniej stronie środkowej części kompleksu. Wieżowiec ma 20 kondygnacji i 72 metry wysokości[6].
- Trade Tower – wybudowany w 1998 w południowo-wschodnim rogu kompleksu. Wieżowiec ma 20 kondygnacji i 68 metrów wysokości[7].

Dodatkowo w kompleksie znajduje się osobny biurowiec Hachsharat HaYeshuv House, położony po południowej stronie ulicy Shenkar. Biurowiec ma 6 kondygnacji. Natomiast po stronie północnej wybudowano w 1979 hotel Dan Panorama Tel Awiw Hotel i w 1999 hotel InterContinental David Tel Awiw.